# رولان العمري
رُولَان العُمَرِي، إعلامية، مُعِدّة ومقدمة برامج، أردنية الجنسية وحاصلة على جائزة في الأدب الإنكليزي من جامعة هارفرد وحصلت على ماجستير التدريس من بريطانيا.

## سيرتها الذاتية
متزوجة من بطل الشرق الأوسط في سباقات السرعة اللبناني آلان نوفل ولديهم ولدان هما دانة وآدم.

## سيرتها الإعلامية
بدأت مسيرتها الأعلامية من خلال تقديم برنامج «رشة عطر» على قناة اي ار تي، ثم انتقلت إلى تلفزيون دبي حيث قدمت عددا من برامج المنوعات أهمها وبرنامج المسابقات "7*7" والذي كان يبث على الهواء مباشرة لمدة ساعتين أسبوعيا تتفاعل فيها مع جمهور المشاهدين.
وفي ديسمبر 1999، انتقلت إلى قناة أبوظبي قدمت برامج عديدة وابرزها «لمسات» المختص في عالم الأزياء والموضة، لمدة ثماني 
سنوات دون انقطاع، وكان من إعدادها وتقديمها.
أختيرت عام 2002 كأفضل إعلامية بين خمس إعلاميات في الوطن العربي.
حاليا هي تقدم وتعد برنامج «مجلس النساء» على قناة أبو ظبي الإمارات.

## أعمالها
دخلت رولان مجال تقديم البرامج في العام 1995 وتنقلت بين عدد من المحطات التلفزيونية الفضائية والأرضية العربية. ابرز أعمالها هي:
| البرنامج        | القناة                | السنة     |
| --------------- | --------------------- | --------- |
| رشة عطر         | اي ار تي              | 1995      |
| عربي × عربي     | دبي الرياضية          | غير متوفر |
| 7 × 7           | دبي الرياضية          | غير متوفر |
| فرسان           | قناة أبوظبي           | غير متوفر |
| حياتنا          | قناة أبوظبي           | غير متوفر |
| لمسات           | قناة أبوظبي           | غير متوفر |
| "جريدة بلا ورق" | قناة أبو ظبي الإمارات | غير متوفر |
| "مجلس النساء"   | قناة أبو ظبي الإمارات | غير متوفر |

## وصلات خارجية
- رولان العمري: ياعالم··افهموني صح!
- رولان العمري: المشاهد غير وفي
- «مجلس النساء» حكايات إماراتية مشرفة